# Повіт Міура
Пові́т Міу́ра (яп. 三浦郡, みうらぐん, МФА: [mʲi.uɾa guɴ]) — повіт в префектурі Канаґава, Японія.